# Zams
Zams è un comune austriaco di 3 414 abitanti nel distretto di Landeck, in Tirolo. Tra il 1939 e il 1945 era stato accorpato alla città di Landeck.